# 庄言
庄言（1915年—2002年），男，江苏镇江人，中国画家，曾任中国美术家协会理事，北京画院副院长。